# Лудровчанка
Лудровчанка (словац. Ludrovčanka) — річка; ліва притока Штявнічанки, протікає в окрузі Ружомберок.
Довжина приблизно 10,9-11,6 км. Витік знаходиться в масиві Низькі Татри (схил гори Червена Магура) — на висоті приблизно 1005 метрів.
Протікає територією сіл Лудрова і Штявнічка. Впадає в Штявнічанку на висоті приблизно 505-510 метрів.